# Anna Olasz
Anna Olasz (ur. 19 września 1993 roku w Segedynie) – węgierska pływaczka, mistrzyni uniwersjady i uczestniczka Letnich Igrzysk Olimpijskich w Rio de Janeiro w kategorii na 10 km.

## Kariera

### Początki
Studiowała psychologię na Arizona State University. Przygodę z pływaniem na otwartym basenie rozpoczęła w zawodach juniorskich i uniwersyteckich.

### Kariera seniorska
Zwyciężyła Puchar Europy w pływaniu na otwartym stadionie w 2013 roku.
Pierwszy raz  dla klubu wygrała w kolegialnych zawodach przeciwko Washington State, 24 października 2014.
Kwalifikację na Letnie Igrzyska Olimpijskie uzyskała po dyskwalifikacji Rosjanki Anastasii Krapaviny. W konkurencji 10 km na otwartym stadionie zajęła 14. miejsce z czasem 1:57:45,5.
W 2017 roku podczas letniej uniwersjady w Tajpej zdobyła złoty medal na 10 kilometrów.

## Życie prywatne
Związana jest z litewskim pływakiem, Tadasem Duskinasem.
Zna język węgierski i angielski.

## Źródła
- Profil na olympic.org
- http://www.fina.org/athletes/anna-olasz
- Strona klubowa
- https://web.archive.org/web/20170420234853/https://www.fina-budapest2017.com/en/news/310/favourites-of-open-water-swimming-olasz-anna